# Microparasellus aloufi
Microparasellus aloufi är en kräftdjursart som beskrevs av Nicole Coineau 1968. Microparasellus aloufi ingår i släktet Microparasellus och familjen Microparasellidae. Inga underarter finns listade i Catalogue of Life.